# Gemeentelijke begraafplaats van Oudergem
De gemeentelijke begraafplaats van Oudergem (Frans: Cimetière communal d'Auderghem) is een begraafplaats in de wijk Transvaal van de gemeente Oudergem in het Brussels Hoofdstedelijk Gewest. De begraafplaats is gelegen aan de Jean Van Horenbeecklaan 27.
De gemeentelijke begraafplaats werd in de jaren 1920 in gebruik genomen, toen het kerkhof van de Sint-Annakerk ontoereikend bleek. De begraafplaats is de laatste rustplaats van o.a. de Belgische zangeres Maurane.
In 1930 kreeg Chessed Chel Emeth, een vereniging die uitvaarten voor orthodoxe joden regelt, van het gemeentebestuur van Oudergem een perceel op de gemeentelijke begraafplaats in gebruik. Het joods perceel telt enkele honderden graven en is volledig ommuurd. Het werd vooral voor, tijdens en kort na de Tweede Wereldoorlog gebruikt. Na de jaren 1990 werden er geen joodse uitvaarten meer uitgevoerd, aangezien er geen ruimte meer was op het perceel.